# Edwin Arnold
Sir Edwin Arnold (Gravesend, Kent, 1832. június 10. – London, 1904. március 24.) angol költő, nyelvtudós, újságíró.

## Élete
Oxfordban tanult, ahol húsz éves korában Newdigate-díjat nyert The Feast of Belshazzar című költeményével (1852). Előbb Birminghamban tanár, majd az indiai Punában a Deccan College igazgatója és a bombayi egyetem fellow-ja lett. Indiai sikeres szolgálata után, 1861-ben Londonban átvette a The Daily Telegraph szerkesztését és hosszú éveken át a lap munkatársa maradt. Jelentős érdemeket szerzett két nevezetes expedíció szervezésével: a Daily Telegraph nevében támogatta George Smith asszíriológus Ninivébe küldését, és a New York Heralddal közösen Henry Morton Stanley, a híres utazó afrikai expedícióját Livingstone felkutatására.

## Munkái
1853-ban adta ki költeményeit Poems, narrative and lyrical címen, majd 1856-ban Griselda című drámáját. Keleti tanulmányainak eredménye The Book of Good Gounsels (1861), a Hitopadesa (12. századi szanszkrit állatmesék gyűjteménye) nyomán, valamint The Song of Songs of India című kötete (1875). Főműve, The Light of Asia (1879) aratta a legnagyobb sikert, amely Angliában hatvannál több, Amerikában száznál több kiadásban terjedt el. A nyolc könyvből álló, költői szépségekben bővelkedő eposz tárgya Buddha élete és tanítása. Fő művének mintegy kiegészítése: The Light of the World or the Great Consummation (1891), amelynek Jézus a hőse, és amelyben a költő a keresztény és a buddhista dogmák rokonságát igyekezett kimutatni. 
Egyéb művei közül megemlítendök:
- The Secret of Death with some Collected Poems (1885)
- Potiphar's Wife and Other Poems (1892)
- Adzuma or the Japanese Wife (1893)

Indian Poetry címen (1881) jelentette meg keleti költők verseit saját fordításában. Írt történeti munkát: History of India under the Administration of the Earl of Dalhousie (1862–1864) és különböző útleírásokat is, mint pl. India Revisited (1886), Seas and Lands (1891), Japonica (1892).